# Joseph von Stutterheim

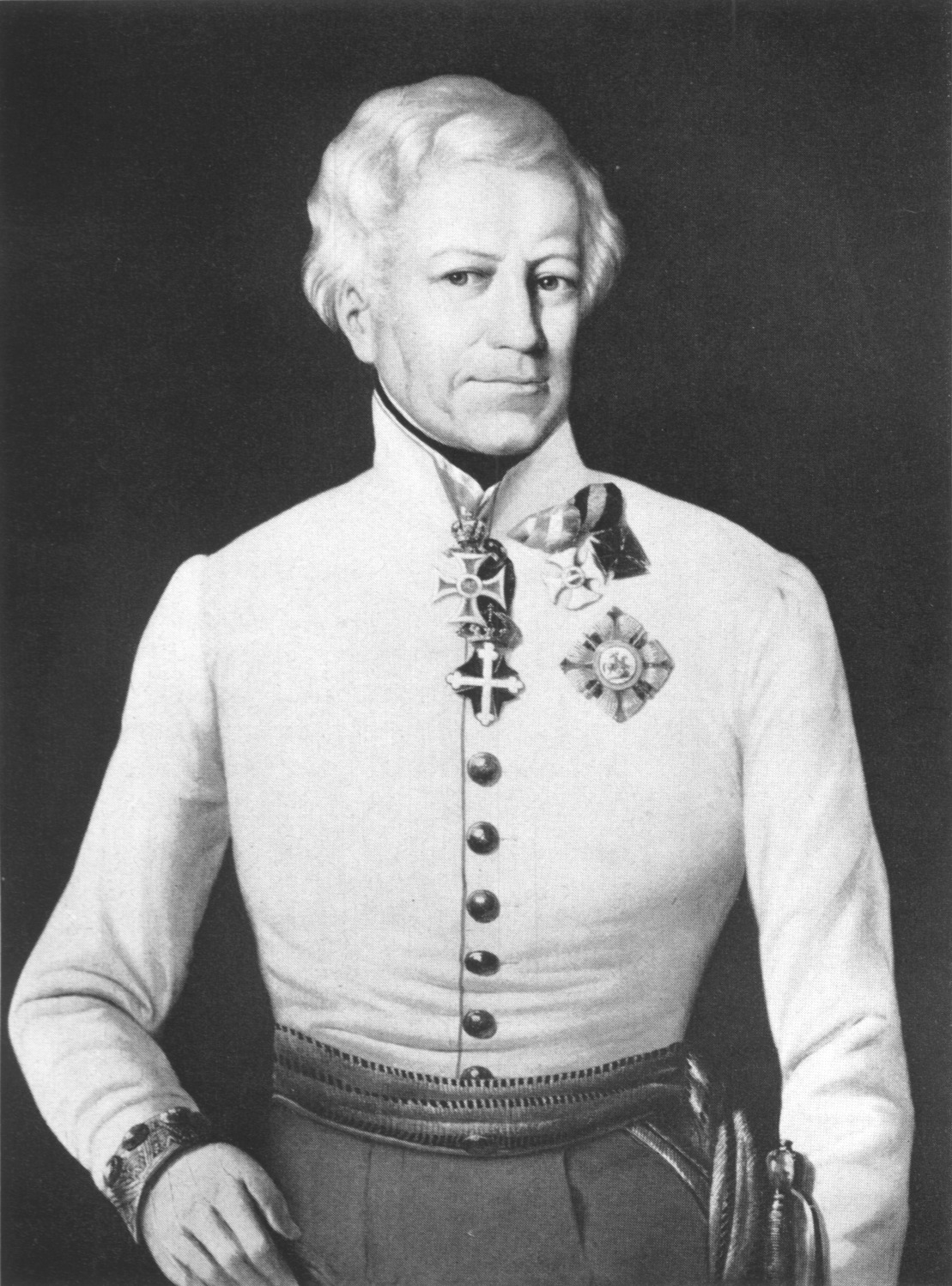
Joseph von Stutterheim

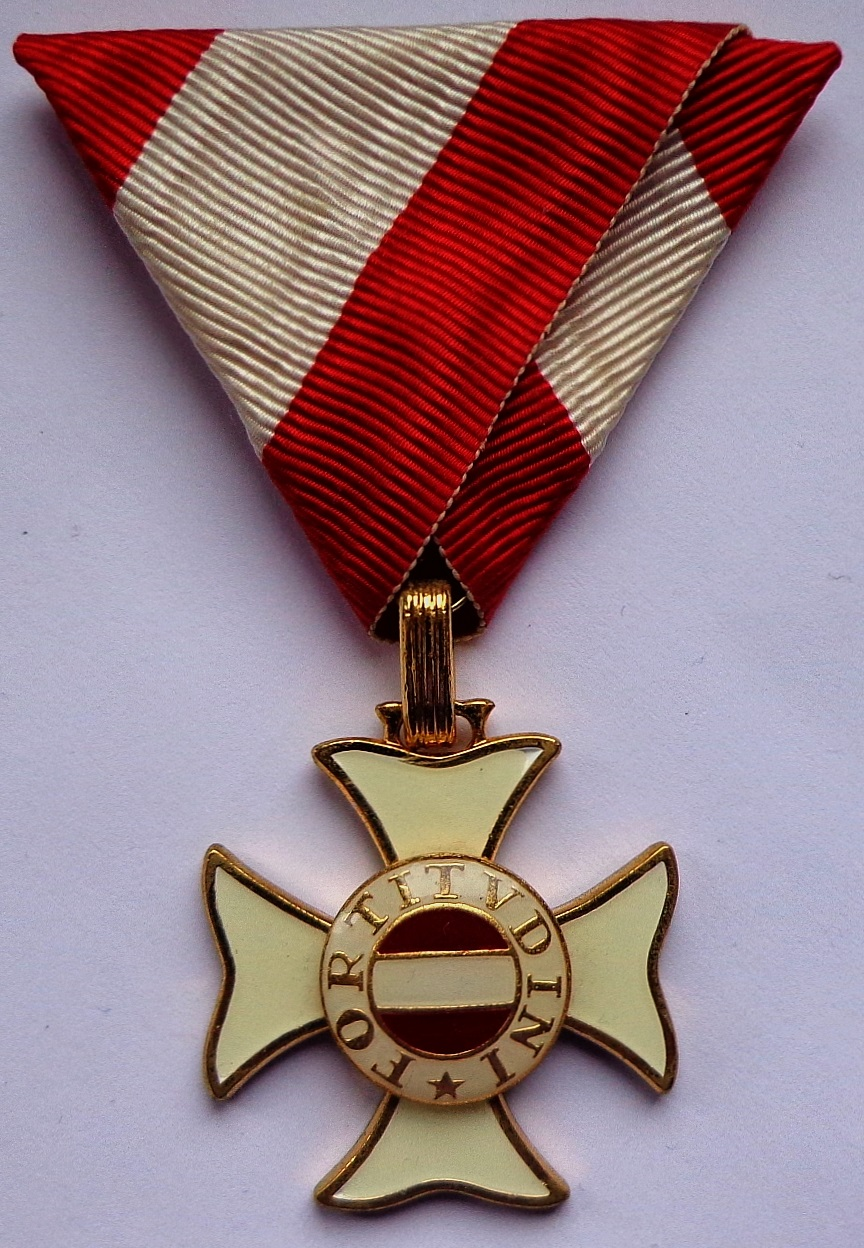
Ritterkreuz des Militär-Maria-Theresien-Ordens

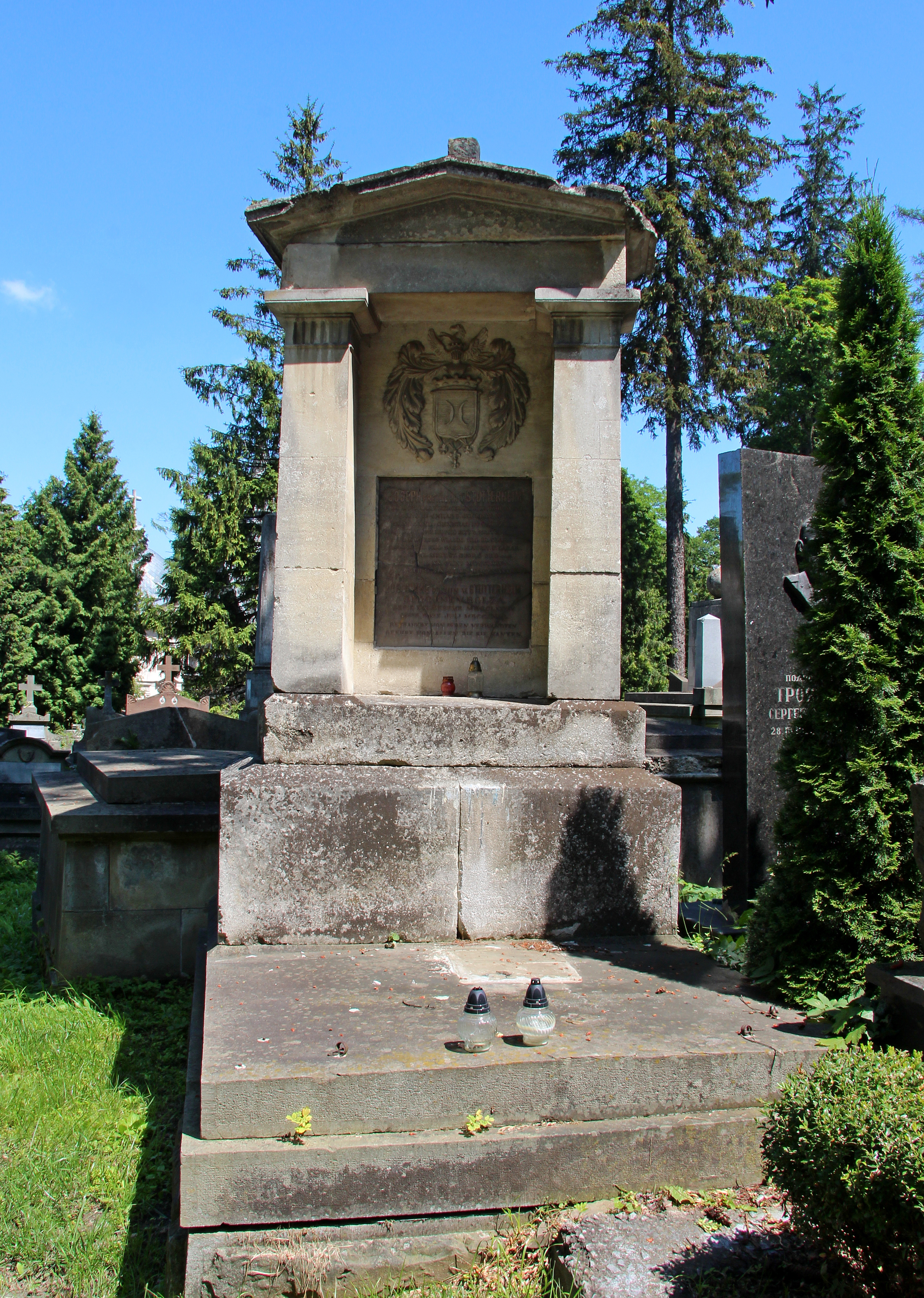

Joseph Xaver Freiherr von Stutterheim (* 19. Juni 1764 in Neustadt in Mähren; † 21. Juli 1831 in Lemberg) war ein kaiserlich österreichischer Feldmarschalleutnant, Geheimer- und Hofkriegsrat, Ritter des Militär-Maria-Theresien-Ordens und Kommandeur des Leopold-Ordens.

## Leben und Karriere
In der Wien-Neustädter Militärakademie herangebildet, trat Stutterheim am 1. September 1783 beim Infanterieregiment Nr. 8 als Kadett ein. Im Jahre 1789 er zum Unterleutnant, 1798 zum Oberleutnant befördert. Er machte die Feldzüge 1793 bis 1795 gegen Frankreich mit. 1796 wurde er als Hauptmann in den Generalquartiermeisterstab versetzt. Als solcher kämpfte er in den Kriegen 1796 und 1797 gegen Frankreich.
Am 31. August 1799 wurde er Major und stand in Italien im Felde. Dort zeichnete er sich bei Verona (26. März), Magnano (5. April), in der Schlacht bei Novi (15. August) und Genola (Savigliano) (4./5. November) aus. Am 1. September 1805 wurde er Oberstleutnant, am 3. August 1807 Oberst. Während des Feldzugs 1809 befand er sich im Hauptquartier des Erzherzogs Karl. Seine vorzügliche Dienstleistung erhielt die verdiente Anerkennung durch die zwei Tage nach der Schlacht bei Aspern erfolgte Beförderung zum Generalmajor.
Als Adjutant des Feldmarschalls Fürst Schwarzenberg machte er beim österreichischen Auxiliarkorps den Krieg 1812 gegen Russland mit. Im Jahre 1813 führte er in Italien eine Grenadierbrigade, verteidigte die Brücke über den Alpone (15 November) und leistete im folgenden Jahre in der Schlacht am Mincio (8. Februar 1814) durch seine kaltblütige Entschlossenheit und Umsicht so wesentliche Dienste, dass Feldmarschall Graf Bellegarde ihm schon am 15. Februar das Ritterkreuz des Maria-Theresien-Ordens zuerkannte.
1815 zum Feldmarschallieutenant befördert, befehligte er eine Division des österreichischen Reservekorps unter Erzherzog Ferdinand d’Este. 1817–1823 hatte er den Postens eines Kreishauptmanns der – seinerzeit zu Galizien gehörenden – Bukowina inne. Aufgrund seiner Verdienste wurde er vom Kaiser 1819 in den österreichischen Freiherrnstand erhoben und am 24. Januar 1824 zum Hofkriegsrat ernannt. Im Jahre 1828 bestimmte Kaiser Franz den erprobten Militär für den Posten des kommandierenden Generals in Galizien. Außerordentlich waren seine Bemühungen beim Ausbruch der Cholera in jener Provinz (1831); dabei wurde er selbst zu Lemberg eines der ersten Opfer der verheerenden Seuche.
Ludwig van Beethoven widmete Stutterheim, der Beethovens Neffen Karl van Beethoven nach dessen Eintritt ins Militär betreute, sein Streichquartett cis-Moll op. 131.
Im Jahr 1912 wurde in Wien Rudolfsheim-Fünfhaus (15. Bezirk) die Stutterheimstraße nach ihm benannt.

## Werke (Auswahl)
- Der Feldzug 1799 in Italien bis zum Abzug der Russen in die Schweiz, in: Oesterreichische militärische Zeitschrift, 2. Auflage der Jg. 1811/12, Wien 1820, S. 337–577 (Digitalisat)

Neben weiteren Publikationen verwahrt das Kriegsarchiv in Wien von ihm außer einigen strategischen Entwürfen noch die Manuskripte seiner kriegsgeschichtlichen Arbeiten über die Feldzüge 1793, 1794, 1795 und 1796.